# En surveillance spéciale
Pour plus de détails, voir Fiche technique et Distribution.
En surveillance spéciale (Invisible Stripes) est un film américain en noir et blanc réalisé par Lloyd Bacon, sorti en 1939.

## Synopsis
Cliff Taylor (George Raft) vient de quitter la prison de Sing Sing. Il essaye de mener une vie normale mais Chuck Martin (Humphrey Bogart), ami gangster qui a purgé sa peine de prison avec Cliff, tente de l'entraîner à nouveau dans le monde du crime.

## Fiche technique
- Titre : En surveillance spéciale
- Titre original : Invisible Stripes
- Réalisation : Lloyd Bacon, assisté de Don Alvarado
- Scénario : Jonathan Finn et Warren Duff, d'après Invisible Stripes de Lewis E. Lawes (en)
- Direction artistique : Max Parker
- Costumes : Milo Anderson
- Photographie : Ernest Haller
- Son : Dolph Thomas
- Montage : James Gibbon
- Musique : Heinz Roemheld
- Effets spéciaux : Byron Haskin
- Production : Louis F. Edelman, Hal B. Wallis
- Société de production et de distribution : Warner Bros.
- Budget : 500 000 $
- Pays d'origine : États-Unis
- Langue originale : anglais
- Format : noir et blanc —  35 mm — 1.37:1 — son : Mono
- Genre : Film de gangsters et drame
- Durée : 81 minutes
- Dates de sortie :
  - États-Unis : 30 décembre 1939
  - France : 20 mars 1942

## Distribution

### Acteurs principaux
- George Raft : Cliff Taylor
- Jane Bryan : Peggy
- William Holden : Tim Taylor
- Humphrey Bogart : Chuck Martin
- Flora Robson : Mme Taylor
- Paul Kelly : Ed Kruger
- Lee Patrick : Molly Daniels

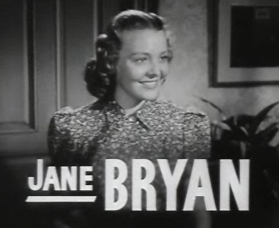
Jane Bryan joue Peggy.

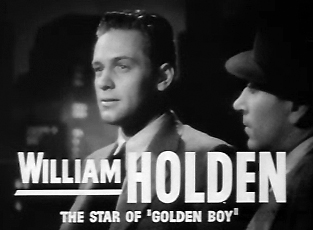
William Holden joue Tim Taylor.

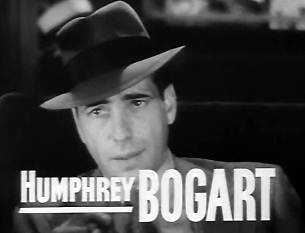
Humphrey Bogart joue Chuck Martin.

- Henry O'Neill : agent de libération conditionnelle
- Frankie Thomas : Tommy
- Moroni Olsen : le gardien
- Margot Stevenson : Sue
- Marc Lawrence : Lefty
- Joe Downing : Johnny Hudson
- Leo Gorcey : Jimmy
- William Haade : Shrank
- Tully Marshall : le vieux Peter

### Acteurs secondaires
- Maude Allen : dame assise lors de la danse (non crédité)
- Raymond Bailey : bookmaker (non crédité)
- Bruce Bennett : l'homme riche (non crédité)
- Wade Boteler : policier dans le garage extérieur (non crédité)
- Sidney Bracey : gardien de banque (non crédité)
- Frank Bruno : Pauly (non crédité)
- Eddy Chandler : chauffeur de la police (non crédité)
- Lane Chandler : détective (non crédité)
- Cliff Clark : sergent de police (non crédité)
- G. Pat Collins : Alec (non crédité)
- Ray Cooke : Pinky (non crédité)
- Joseph Crehan : garagiste (non crédité)
- William B. Davidson : Montgomery (non crédité)
- Joe Devlin : homme qui donne à boire à Chuck (non crédité)
- Ralph Dunn : portier (non crédité)
- Robert Elliott : policier (non crédité)
- Frank Faylen : Steve (non crédité)
- Sam Finn : observateur (non crédité)
- Pat Flaherty : ouvrier (non crédité)
- Jack Gordon : condamné (non crédité)
- Mack Gray : acolyte assis à la fête (non crédité)
- John Hamilton : Capitaine Johnson (non crédité)
- Bert Hanlon : Shorty (non crédité)
- Lew Harvey : gardien de la porte (non crédité)
- Al Hill : conducteur (non crédité)
- William Hopper : gentleman au chapeau haut (non crédité)
- J. Anthony Hughes : chauffeur n°2 (non crédité)
- Selmer Jackson : lieutenant de police (non crédité)
- Walter James : ouvrier (non crédité)
- Victor Kilian : contremaître au débarcadère (non crédité)
- Ethan Laidlaw : policier devant le poste de police (non crédité)
- Mike Lally : acolyte du conducteur (non crédité)
- Marion Martin : femme blonde (non crédité)
- Frank Mayo : garde de la prison (non crédité)
- Jack Mower : détective escortant les condamnés (non crédité)
- Pat O'Malley : lieutenant avec le Capitaine Johnson (non crédité)
- Emory Parnell : policier à l'extérieur de la banque (non crédité)
- Allen Pomeroy : gardien de banque (non crédité)
- Tom Quinn : prisonnier menotté (non crédité)
- John Ridgely : employé (non crédité)
- Harry Strang : barman (non crédité)
- Charles C. Wilson : policier (non crédité)
- Dorothea Wolbert : femme avec la fleur (non crédité)